# Molí del Mig (Rabós)
Él Molí del Mig és un edifici del municipi de Rabós (Alt Empordà) que forma part de l'Inventari del Patrimoni Arquitectònic de Catalunya. Està situat dins del nucli urbà de la població de Rabós, a la banda de llevant del terme, al costat del riu Orlina.

## Descripció

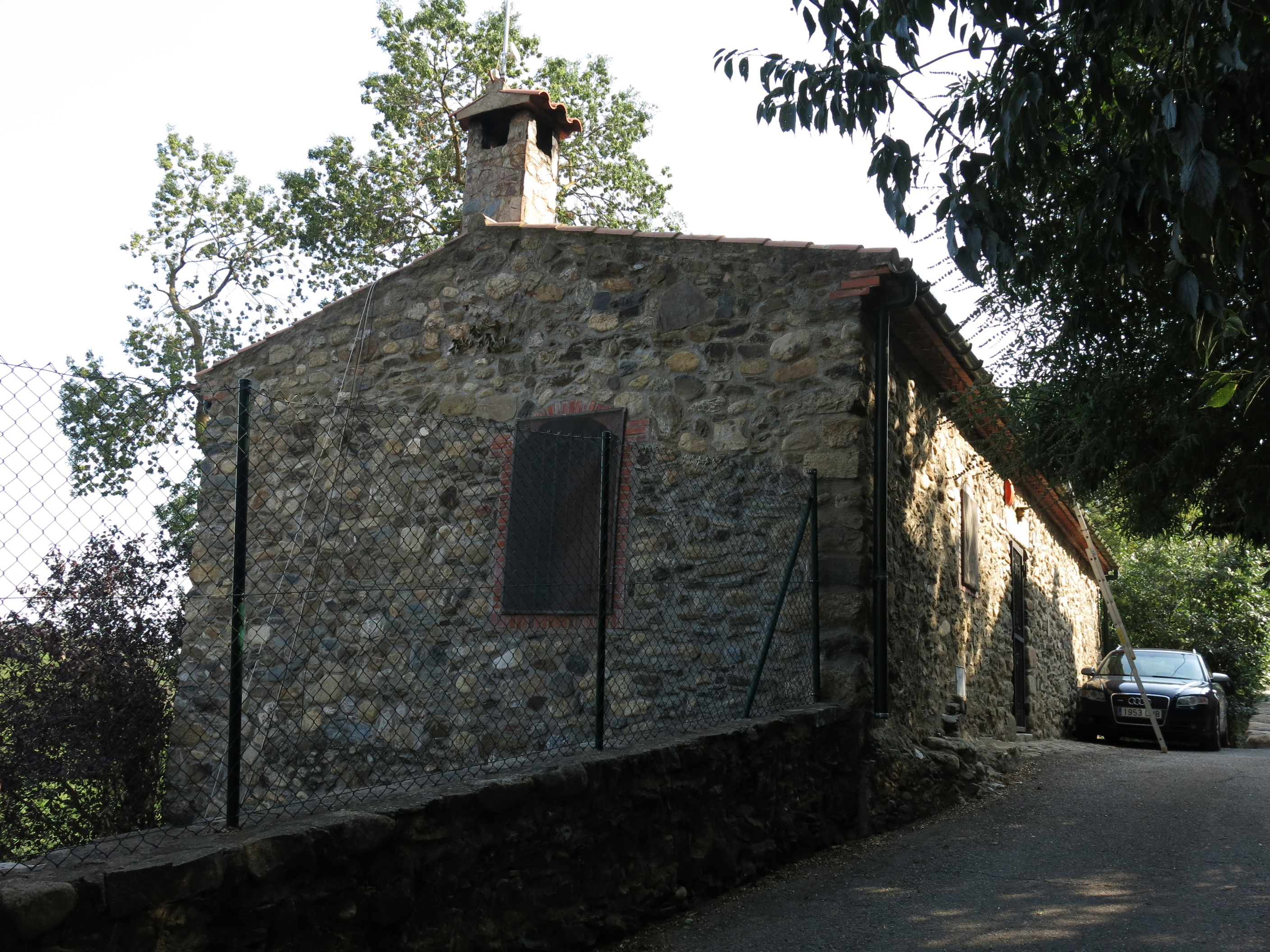
El Molí del Mig des del carrer del Pont

És un edifici aïllat amb jardí format per dos cossos adossats disposats a diferent nivell, que li proporcionen una planta més o menys rectangular. Presenten les cobertes de teula de dues vessants i estan distribuïts en planta baixa i pis, o bé dues plantes. En general, les obertures són d'arc rebaixat i estan emmarcades amb maons, tot i que refetes. El cos alineat amb el carrer del Pont presenta una porta d'accés rectangular, emmarcada en pedra i amb la llinda plana. El cos situat a un nivell inferior presenta una terrassa al pis adossada a la façana de migdia, a la que s'accedeix mitjançant unes escales exteriors de pedra. La construcció és bastida amb pedra sense treballar de diverses mides, lligada amb morter.

## Història
El que actualment es coneix com la Fàbrica de Pipes és l'antic Molí del Mig que fou propietat de Nicolau Puignau, com està recollit en una estadística industrial feta el 1862.
Aquest molí d'avingudes d'aigua és des d'on a finals del segle xix es prenien les fotografies panoràmiques del poble. Després d'una època en què es troba enrunat, es reformà i rehabilitat totalment vers l'inici del segle XXI i actualment és destinat a segona residència.